# Comuna de Kłodawa
Kłodawa (polaco: Gmina Kłodawa) é uma gminy (comuna) na Polónia, na voivodia da Lubúsquia e no condado de Gorzowski. A sede do condado é a cidade de Kłodawa.
De acordo com os censos de 2004, a comuna tem 5849 habitantes, com uma densidade 24,9 hab/km².

## Área
Estende-se por uma área de 234,83 km², incluindo:
- área agricola: 23%
- área florestal: 65%

## Demografia
Dados de 30 de Junho 2004:
|                      | Total   | Total | Mulheres | Mulheres | Homens  | Homens |
| -------------------- | ------- | ----- | -------- | -------- | ------- | ------ |
|                      | pessoas | %     | pessoas  | %        | pessoas | %      |
| População            | 5849    | 100   | 2926     | 50       | 2923    | 50     |
| Densidade (pop./km²) | 24,9    | 100   | 12,5     | 12,5     | 12,4    | 12,4   |

De acordo com dados de 2002, o rendimento médio per capita ascendia a 1755,48 zł.

## Comunas vizinhas
- Barlinek, Gorzów Wielkopolski, Lubiszyn, Nowogródek Pomorski, Santok, Strzelce Krajeńskie